# Tanda, Bor
Tanda (izvirno srbsko Танда) je naselje v Srbiji, ki upravno spada pod Občino Bor; slednja pa je del Borskega upravnega okraja.

## Demografija
V naselju živi 294 polnoletnih prebivalcev, pri čemer je njihova povprečna starost 45,6 let (44,7 pri moških in 46,5 pri ženskah). Naselje ima 121 gospodinjstev, pri čemer je povprečno število članov na gospodinjstvo 2,89.
Prebivalstvo je večinoma nehomogeno, a v času zadnjih treh popisov je opazno zmanjšanje števila prebivalcev.
|  |

| Demografija | Demografija     | Demografija     |
| Leto        | Št. prebivalcev | Št. prebivalcev |
| ----------- | --------------- | --------------- |
|             |                 |                 |
|             |                 |                 |
|             |                 |                 |
|             |                 |                 |
| 1948        | 700             |                 |
| 1953        | 693             |                 |
| 1961        | 717             |                 |
| 1971        | 599             |                 |
| 1981        | 567             |                 |
| 1991        | 442             | 440             |
| 2002        | 350             | 350             |
|             |                 |                 |

| Etnična sestava po popisu iz leta 2002 | Etnična sestava po popisu iz leta 2002 | Etnična sestava po popisu iz leta 2002 | Etnična sestava po popisu iz leta 2002 | Etnična sestava po popisu iz leta 2002 |
| -------------------------------------- | -------------------------------------- | -------------------------------------- | -------------------------------------- | -------------------------------------- |
| Vlahi                                  | Vlahi                                  |                                        | 185                                    | 52,85%                                 |
| Srbi                                   | Srbi                                   |                                        | 158                                    | 45,15%                                 |
| Neznano                                | Neznano                                |                                        | 7                                      | 2,0%                                   |